# Kung Fu Panda
Kung Fu Panda è un film d'animazione del 2008 diretto da Mark Osborne e John Stevenson.
Prodotta dalla DreamWorks Animation, la pellicola racconta le vicende di un panda gigante intento a imparare le arti marziali. Il cast si compone del protagonista Jack Black, attorniato da Dustin Hoffman, Angelina Jolie, Jackie Chan, Ian McShane, Lucy Liu, David Cross e Seth Rogen. 
Il film è il primo del lungo franchise di Kung Fu Panda, che include tre sequel (Kung Fu Panda 2, Kung Fu Panda 3 e Kung Fu Panda 4), 2 cortometraggi (I segreti dei cinque cicloni e La festività di Kung Fu Panda) e 3 serie televisive (Mitiche avventure, Le zampe del destino e Il cavaliere dragone). 
Presentato fuori concorso al Festival di Cannes 2008, è stato accolto favorevolmente da pubblico e critica ed è stato insignito dell'Annie Award quale miglior film d'animazione, oltreché candidato al Golden Globe e all'Oscar per il miglior film d'animazione del 2009 (preceduto in entrambi i casi da WALL•E, della Disney-Pixar).

## Trama
Po è un panda pigro, imbranato e pasticcione, ma anche simpatico e gentile, che vive nella Valle della Pace, nell'antica Cina. Lavora come cameriere presso il chiosco di spaghetti del padre adottivo, il signor Ping, un'oca che desidera che Po prenda il suo posto continuando la tradizione di famiglia di esperti spaghettinari e rivelargli il suo ingrediente segreto, nonostante il figlio sia pieno di sogni e di desideri sulla sua futura vita da esperto di kung fu.
Un giorno, il vecchio Maestro Oogway, un'anziana tartaruga, il più onorevole saggio della Cina e in passato grande maestro di kung fu, in seguito a una visione in cui il malvagio leopardo delle nevi Tai Lung farà ritorno, chiama a raccolta l'intero villaggio perché ha deciso di nominare il Guerriero Dragone, cioè il miglior praticante di arti marziali e l'unico degno della Pergamena del Drago, in grado di donare incredibili poteri a chiunque la legga. Per una serie di coincidenze, Po riesce a entrare nel Palazzo di Giada, dove si stava svolgendo la cerimonia, e viene proclamato come Guerriero Dragone da Oogway, con grande stupore del maestro Shifu, un panda rosso, e dei suoi allievi migliori, i Cinque Cicloni: Tigre, Gru, Vipera, Scimmia e Mantide.
Nel frattempo, Tai Lung, ex allievo di Shifu e Oogway, evade dalla prigione in cui era stato rinchiuso vent’anni prima per ottenere la Pergamena del Drago. Intanto, il nuovo Guerriero Dragone non riesce a combinare granché nel dojo del maestro Shifu a causa della sua goffaggine e viene facilmente battuto dai Cinque Cicloni. Nonostante venga odiato e disprezzato dal maestro e dagli allievi, che tentano in tutti i modi di farlo desistere, il panda ritrova nelle parole di Oogway il coraggio di proseguire e restare, anche dopo che Shifu, dopo il tentativo di addestramento malriuscito, lo calcia letteralmente via dal Palazzo di Giada. Nonostante continui a mostrarsi goffo e impacciato, Po riesce a dimostrare senza rendersene conto una notevole resistenza fisica.
Durante il periodo a Palazzo, Po comincia a conoscere meglio i Cinque Cicloni e a stringere amicizia con loro. Lì scopre anche che Shifu aveva cresciuto Tai Lung come un figlio, e che il suo comportamento freddo e distaccato è causato dal suo ruolo nel tradimento di Tai Lung. Nel frattempo, l'ormai anziano maestro Oogway muore, dissolvendosi in una nuvola di petali. Prima di congedarsi da Shifu, si fa promettere che crederà in Po e lo aiuterà a realizzarsi. Quando Po viene a sapere che Tai Lung sta tornando per prendersi la Pergamena (e che dovrà essere proprio lui ad affrontarlo), cerca di fuggire, ma Shifu, ricordandosi della promessa fatta ad Oogway in punto di morte, glielo proibisce. Durante la sua discussione col panda, scopre che nonostante fosse stato bistrattato dagli altri, era rimasto perché l'opportunità che lui cercava per cambiare sé stesso, mostrando le sue insicurezze e il suo odio verso sé stesso, e credeva che Shifu potesse aiutarlo in questo. Non sapendo cosa fare per aiutare Po, Shifu comincia a condividere i suoi dubbi sul poterlo trasformare nel Guerriero Dragone.
La mattina dopo, Shifu lo trova nella cucina, dove Po ha distrutto a mani nude le catene e i lucchetti delle mensole per mangiare, siccome gli viene fame ogni volta che si sente triste. Dopo averlo visto fare addirittura una spaccata perfetta su una mensola per raggiungere un barattolo di biscotti, Shifu capisce che Po ha del potenziale per il kung fu che può essere incentivato con il cibo. Dopo averlo accettato come allievo, lo addestra in montagna e grazie a un astuto stratagemma (proibisce a Po di mangiare finché il suo addestramento non sarà completato), riesce a farlo diventare un abile guerriero.
Nel frattempo, Tai Lung raggiunge i pressi della Valle della Pace e si imbatte nei Cinque Cicloni, che riescono apparentemente ad avere la meglio su di lui, ma il leopardo riesce a sconfiggerli sferrando loro un colpo paralizzante ai nervi e scopre che il titolo di Guerriero Dragone é già stato dato a Po. Gru, l'unico risparmiato dall'attacco di Tai Lung, li riporta al Palazzo di Giada per avvertire il maestro Shifu. 
Po rimane dunque la sola speranza rimasta a fermare Tai Lung e la sua follia distruttiva, e adesso si è appena rivelato degno di prendere la pergamena che gli darà il potere che confermerà il suo ruolo da Guerriero Dragone. Purtroppo, però, tutti i presenti scoprono con orrore e sgomento che la pergamena è in bianco. Shifu, credendo che sia tutto finito, decide di rimanere da solo a combattere Tai Lung per dare il tempo agli allievi di mettere in salvo gli abitanti del villaggio. 
Po si riunisce con il padre, il quale rivela che non esiste alcun ingrediente segreto nella sua Zuppa dall'Ingrediente Segreto, ma sta tutto nel fare credere al cliente che esista qualcosa di speciale. Po, così, capisce il vero significato della Pergamena, la quale mostra una pagina lucida che mostra il proprio riflesso: non esiste nessun potere segreto per diventare grandi guerrieri di kung fu, l'importante é credere in sé stessi e nelle proprie capacità. Il panda quindi torna al Palazzo di Giada per affrontare Tai Lung.
Shifu combatte contro Tai Lung, venendo però sopraffatto, ma quando il suo ex allievo sta per ucciderlo, viene fermato da Po, che ha la pergamena, e lo insegue nel tentativo di impadronirsene. Durante lo scontro, Tai Lung ruba la pergamena a Po, ma scopre che il potere della pergamena è inesistente; furibondo, il leopardo tenta di uccidere il panda colpendolo più volte ai nervi, ma riesce solo a farlo ridere a causa del suo grasso corporeo, e, anzi, Po inizia anche a respingerli e sviluppa il suo stile di combattimento personale, per poi portarsi sempre più in vantaggio su Tai Lung, e infine lo sconfigge definitivamente con la Presa del dito Wuxi, una mossa segreta che aveva imparato da solo in precedenza, mandandolo nel Regno degli Spiriti, facendolo sentire umiliato ad aver perso contro un grasso panda.
Ottenuto il rispetto dai Cinque Cicloni come maestro del kung fu, Po torna al Palazzo di Giada, dove trova Shifu apparentemente morente; dopo averlo informato di aver sconfitto Tai Lung, Shifu rivela di stare bene e di avere semplicemente trovato la pace. Po decide così di sdraiarsi accanto a lui.
Nella scena dopo i titoli di coda, Po e Shifu mangiano insieme vicino una piantina di pesco nata dal seme che Oogway aveva piantato prima di morire. È il segno che la profezia del maestro si è finalmente avverata, grazie a Shifu che ha creduto nel suo allievo il quale, sconfiggendo Tai Lung, ha riportato la pace nella valle.

## Personaggi
- Po: protagonista del film, è il panda gigante figlio adottivo di uno spaghettinaro. È destinato a seguire il padre nella conduzione del ristorante di famiglia, ma ha una passione per il kung fu e per i cinque cicloni (Tigre, Scimmia, Vipera, Gru, Mantide). Inaspettatamente riesce a coronare il suo sogno grazie alle sue doti particolari. Si presenta subito come un personaggio piuttosto maldestro e impacciato, ma ha un carattere dolce, simpatico, eroico, coraggioso e perseverante.
- Shifu: è un panda rosso, noto come uno dei più forti maestri di kung fu di tutta la Cina. Fu lui a trovare Tai Lung quando era un neonato. Shifu lo crebbe come suo figlio e quando il cucciolo mostrò talento nel kung fu decise di allenarlo per farne il guerriero dragone. Tai Lung aveva però un lato oscuro e Shifu gli era troppo affezionato per accorgersene, motivo per cui è ora tormentato dai sensi di colpa. Alla fine, in seguito alla sconfitta di Tai Lung da parte del suo nuovo allievo Po, ritrova la pace interiore. Sebbene Shifu si dimostri spesso duro e severo, in realtà tiene molto ai suoi allievi.
- Tigre: è una tigre, fredda, forte e coraggiosa, perfetto esempio di guerriero, che inizialmente non crede nelle capacità di Po, mentre alla fine, dopo la sconfitta di Tai Lung a opera del panda, gli riconosce le sue doti e lo rispetta come maestro del kung fu. Il suo stile di combattimento è abbastanza simile allo huquan e inizialmente è la favorita per la conquista della Pergamena del Drago, grazie alla sua preparazione da combattente perfetta.
- Scimmia: è un rinopiteco dorato, ed è il più avvicinabile dei cinque guerrieri. Combatte secondo lo stile houquan, noto infatti come "pugilato della scimmia", ed è l'unico a utilizzare uno strumento, un bastone. La sua agilità gli consente, inoltre, di spiccare micidiali balzi. Di notte passa il suo tempo a meditare reggendosi sulla sua coda.
- Vipera: è una vipera, sensuale e precisa guerriera dall'enorme fascino che per combattere intrappola l'avversario stringendolo e costringendolo a colpirsi da solo o con rapidi movimenti simili a frustate. Nasconde un carattere dolce e civettuolo. È nata senza denti veleniferi e porta sempre due fiori in testa.
- Gru: è una gru che preferisce affrontare le situazioni senza combattere, anche grazie alla sua mente fredda. Il suo stile di combattimento non rispecchia quello dello hequan, noto come il pugilato della Gru perché i produttori decisero che sarebbe stato troppo violento far combattere Gru con il becco quindi preferirono fargli sviare i movimenti dell'avversario con ampi movimenti delle ali.
- Mantide: è una mantide cinese che, seppur piccola e veloce, dimostra una forza sorprendente che lo rende capace anche di sostenere un intero ponte con tanto di combattenti al di sopra di esso, dotato di un gran senso dell'umorismo ed esperto di agopuntura, ma non sopporta quando qualcuno gli ricorda la sua dimensione.
- Oogway: è una tartaruga maestro di Shifu. Saggio in tutte le sue decisioni, prevede la venuta del nuovo Guerriero Dragone e il ritorno di Tai Lung. Morirà di vecchiaia scomparendo in un turbine di petali di fiori di pesco sotto lo sguardo di un disperato Maestro Shifu.
- Tai Lung: l'antagonista del film, è un leopardo delle nevi trovato da Shifu quando era neonato e allevato come figlio suo. Dimostrò presto un enorme talento nel kung fu e veniva considerato il leggendario guerriero dragone degno di ricevere la Pergamena del Drago. Il maestro Oogway però si accorse della malvagità di Tai Lung, che voleva il potere della pergamena solo per se stesso, e gliela negò. Infuriato verso Oogway e Shifu, Tai Lung scatenò la sua rabbia, distrusse la valle e tentò di prendere la Pergamena del Drago con la forza, ma fu fermato da Oogway. Fuggito di prigione, verrà definitivamente sconfitto da Po.
- Mr. Ping: l'oca cignoide padre adottivo di Po. Il carattere ingenuo e gentile lo raffigurano come il perfetto spaghettinaro cinese. Avrà un ruolo fondamentale alla fine del film.
- Comandante Vachir: è il rinoceronte di Giava custode della prigione in cui è stato rinchiuso Tai Lung. Cerca di impedirgli l'evasione nella sua fuga, ma senza successo a causa di un'esplosione. Non è noto se muore o se sopravvive.
- Zeng: è la fedele oca messaggero di Shifu. Lo informerà dell'evasione di prigione di Tai Lung.

## Distribuzione

### Data di uscita
Il film è stato presentato in anteprima mondiale alla 61ª edizione del Festival di Cannes il 15 maggio 2008. Successivamente, nella première americana il 1º giugno 2008 al Grauman's Chinese Theatre di Hollywood, e il 26 giugno 2008 a Leicester Square di Londra, per la première inglese. Il film è uscito nelle sale statunitensi il 6 giugno 2008 e in quelle italiane il 29 agosto 2008, su distribuzione Universal Pictures.

### Doppiaggio italiano
La direzione del doppiaggio e l'adattamento sono stati gestiti da Francesco Vairano e il cast vede la partecipazione dell'attore e scrittore Fabio Volo e, tra i vari, dei doppiatori Eros Pagni, Fabrizio Pucci, Dante Biagioni e lo stesso Vairano.
Così come per l'edizione originale sono stati trovati due doppiatori tramite un concorso indetto da Nickelodeon, anche per l'edizione italiana è stato organizzato un concorso per trovare due doppiatori, chiamato "Una voce per Kung Fu Panda", terminato il 6 aprile 2008.

### Edizioni home video
Domenica 9 novembre 2008 è stata immessa sul mercato statunitense l'edizione in DVD del film, sia in versione disco singolo che in un Pandamonium Double Pack, comprensivo di un disco aggiuntivo con una pellicola inedita, I segreti dei cinque cicloni, in cui verranno approfondite le storie dei personaggi principali di Kung Fu Panda.

## Accoglienza

### Incassi
Kung Fu Panda ha ottenuto un gran successo commerciale, incassando globalmente 632091832 $. È stato inoltre il film più visto in Italia nel 2008, con 2899908 spettatori e 17037000 € di introiti. Grazie a ciò, è diventato il film non sequel della Dreamworks con il maggiore incasso, superando il precedente record di Madagascar.

### Critica
Il film ha ricevuto recensioni generalmente positive da parte della critica e del pubblico. Su Rotten Tomatoes registra un indice di gradimento del 87%, basato su 193 recensioni professionali, con un voto medio del 7.1 su 10 che implica: "Kung Fu Panda si avvale di un messaggio familiare, ma il suo mix di umorismo, fulminee arti marziali e colorite animazioni lo rende un intrattenimento estivo di successo". Su Metacritic ha un punteggio del 74 su 100, basato su 36 recensioni che implica "recensioni generalmente favorevoli".

## Riconoscimenti
- 2009 - Premio Oscar
  - Nomination Miglior film d'animazione a John Stevenson e Mark Osborne
- 2009 - Golden Globe
  - Nomination Miglior film d'animazione
- 2009 - Saturn Award
  - Nomination Miglior film di animazione
- 2009 - Critics' Choice Movie Award
  - Nomination Miglior film d'animazione
- 2008 - Chicago Film Critics Association Awards
  - Nomination Miglior film d'animazione
- 2008 - Dallas-Fort Worth Film Critics Association Awards
  - Nomination Miglior film d'animazione
- 2009 - Kids' Choice Awards
  - Miglior doppiaggio a Jack Black
  - Nomination Miglior film d'animazione
- 2009 - Annie Award
  - Miglior film d'animazione
  - Miglior regia a Mark Osborne e John Stevenson
  - Miglior recitazione a Dustin Hoffman
  - Miglior sceneggiatura a Jonathan Aibel e Glenn Berger
  - Migliori effetti animati a Li-Ming 'Lawrence' Lee
  - Miglior animazione dei personaggi a James Baxter
  - Miglior character design a Nicolas Marlet
  - Miglior colonna sonora a Hans Zimmer e John Powell
  - Miglior scenografia a Tang Kheng Heng
  - Miglior storyboarding a Jennifer Yuh
  - Nomination Miglior recitazione a James Hong
  - Nomination Miglior recitazione a Ian McShane
  - Nomination Miglior animazione dei personaggi a Philippe Le Brun e Dan Wagner
  - Nomination Miglior scenografia a Raymond Zibach
  - Nomination Miglior storyboarding a Alessandro Carloni
- 2009 - Golden Reel Award
  - Nomination Miglior montaggio sonoro (Effetti sonori)
- 2009 - People's Choice Awards
  - Nomination Miglior film per la famiglia
- 2008 - Teen Choice Awards
  - Nomination Miglior film estivo
- 2008 - Visual Effects Society
  - Nomination Miglior scena animata (Combattimento usando il kung-fu panda) a Markus Manninen, Dan Wagner, Alex Parkinson e Raymond Zibach
  - Nomination Miglior scena animata (L'ingrediente segreto) a Markus Manninen, Alex Parkinson e Li-Ming 'Lawrence' Lee
  - Nomination Miglior personaggio animato (Po) a Jack Black, Dan Wagner, Nicolas Marlet e Peter Farson
- 2008 - St. Louis Film Critics Association
  - Nomination Miglior film d'animazione a John Stevenson e Mark Osborne
- 2009 - ASCAP Award
  - Top Box Office Films a Hans Zimmer e John Powell
- 2009 - Online Film Critics Society Awards
  - Nomination Miglior film d'animazione
- 2009 - PGA Award
  - Nomination Miglior produttore a Melissa Cobb
- 2008 - Southeastern Film Critics Association Awards
  - Nomination Miglior film d'animazione
- 2008 - Golden Trailer Awards
  - Nomination Miglior film d'animazione/per la famiglia
- 2009 - Central Ohio Film Critics Association Awards
  - Nomination Miglior film d'animazione
- 2008 - National Movie Awards
  - Nomination Miglior film per la famiglia
- 2008 - Utah Film Critics Association
  - Nomination Miglior film d'animazione
- 2009 - Tokyo Anime Award
  - International Theater Award a John Stevenson e Mark Osborne
- 2009 - Russian National Movie Awards
  - Nomination Miglior film d'animazione
- 2023 - Tromsø International Film Festival
  - Menzione Speciale al miglior film nordico a Vasil Kacarov
- 2009 - Huabiao Film Awards
  - Miglior film tradotto
- 2009 - Toronto Film Critics Association Awards
  - Nomination Miglior film d'animazione
- 2009 - MTV Movie Awards, Russia
  - Nomination Miglior film d'animazione
  - Nomination Miglior colonna sonora a Mumij Troll' e Ilya Lagutenko
- 2009 - International Cinephile Society Awards
  - Nomination Miglior film d'animazione
- 2009 - Online Film & Television Association
  - Nomination Miglior film d'animazione a Melissa Cobb
- 2008 - Awards Circuit Community Awards
  - Nomination Miglior film d'animazione
- 2009 - Italian Online Movie Awards
  - Nomination Miglior film d'animazione
- 2008 - Golden Schmoes Awards
  - Nomination Miglior film d'animazione
- 2009 - International Online Cinema Awards
  - Nomination Miglior film d'animazione a John Stevenson e Mark Osborne
- 2009 - Gold Derby Awards
  - Nomination Miglior film d'animazione
- 2009 - Gran Premio Internazionale del Doppiaggio
  - Nomination Miglior cartone

## Espedienti narrativi
- Il nome del maestro, Shifu, è la traslitterazione di una parola cinese che significa proprio "maestro, insegnante" e il nome di Oogway in cinese significa appunto "tartaruga".
- Nel kung fu sono molto importanti gli stili imitativi, Xiangxingquan, che imitano le movenze principalmente di animali. I cinque animali rappresentano cinque di questi famosi stili:
  - Huquan lo stile della tigre
  - Shequan lo stile del serpente
  - Hequan lo stile della gru
  - Tanglangquan lo stile della mantide religiosa
  - Houquan lo stile della scimmia

## Altri media

### Serie TV
Dreamworks e Nickelodeon hanno prodotto per il 2011 26 episodi in CGI (come il film), seguendo il successo avuto da I pinguini di Madagascar. I protagonisti sono quelli del film, tra cui Shifu, Tigre e, ovviamente, Po.
Il nome della serie animata è Kung Fu Panda - Mitiche avventure (in inglese Kung Fu Panda Legends of Awesomeness), trasmessa in Italia a partire dal 28 novembre dello stesso anno su Nickelodeon e successivamente su Rai Gulp.

### Manga
Un manga basato sul film è stato pubblicato in Giappone in Kerokero Ace magazine. È scritto da Hanten Okuma e le illustrazioni sono a cura di Takafumi Adachi.

## Casi mediatici
L'artista visivo cinese Zhao Bandi ha protestato per la raffigurazione del panda, simbolo nazionale, con un papero come padre e con gli occhi verdi, un colore negativo secondo la tradizione asiatica. Ha precisato che non è alla ricerca di fama bensì pretende solo le scuse ufficiali da parte dei produttori del film, e questa sua denuncia è stata poi accolta dalla Corte popolare del distretto di Chaoyang.

## Spin-off
Nell'agosto 2008 è uscito esclusivamente per la Cina un video non autorizzato chiamato Kung fu Master aka Wong Fei Hung vs Kung Fu Panda (黃飛鴻大戰功夫熊貓). Nel 2009 è uscito lo spin-off del film, dal titolo I segreti dei cinque cicloni, uscito direttamente in DVD.

## Sequel
Il film ha tre sequel, Kung Fu Panda 2 (2011), Kung Fu Panda 3 (2016) e Kung Fu Panda 4 (2024).